# Alite

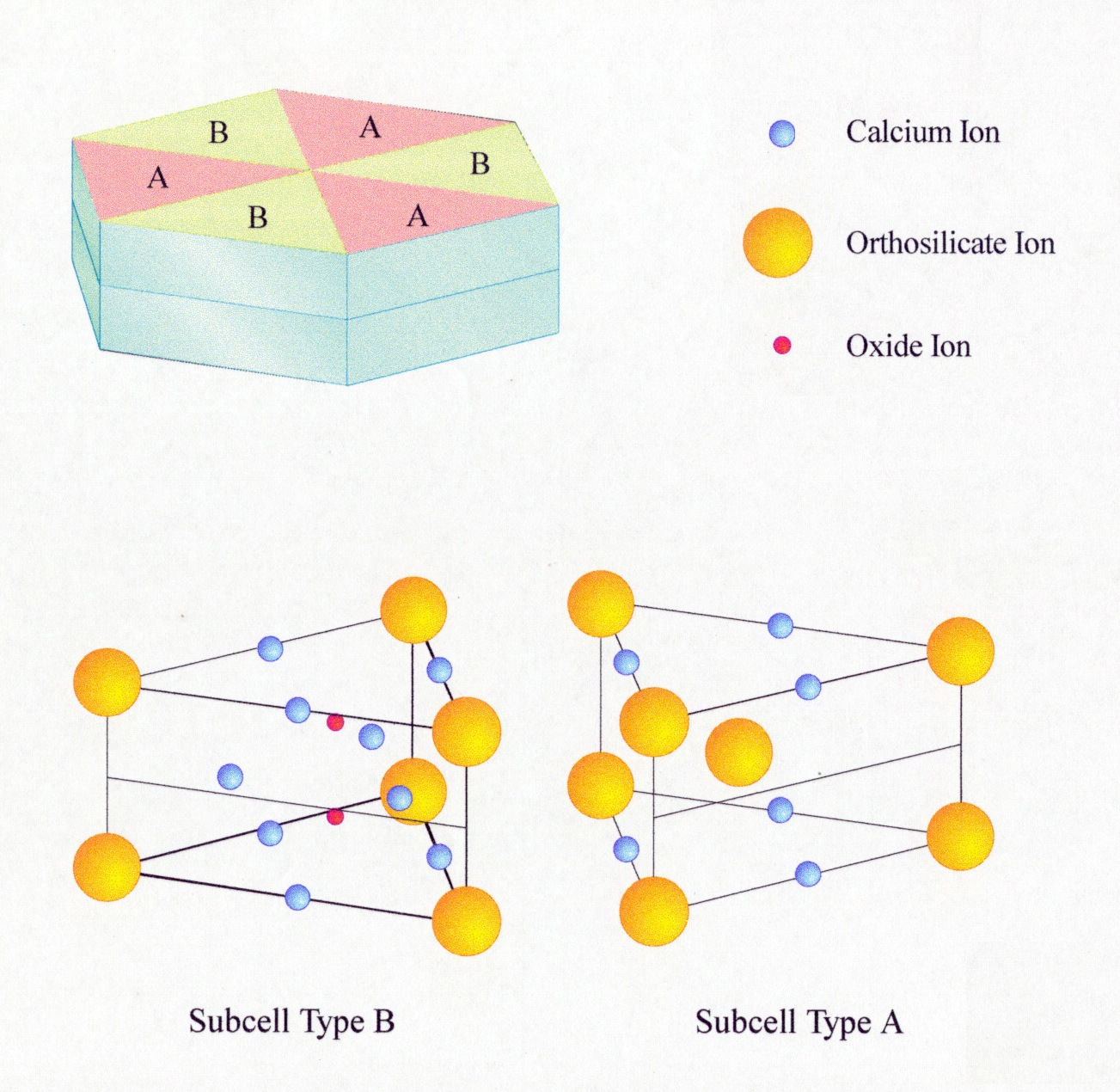
Struttura cristallina semplificata

L'alite, nome introdotto per la prima volta da Törneborn nel 1897 come sinonimo di silicato tricalcico , la cui formula chimica è {\displaystyle {\ce {Ca3SiO5}}}
({\displaystyle {\ce {3CaO.SiO2}}}) o nella chimica del cemento C3S, è uno dei costituenti principali del clinker di Portland.
Il silicato tricalcico si idrata rapidamente, attraverso una reazione esotermica che libera 125 kcal/kg, formando il silicato di calcio idrato
({\displaystyle {\ce {3CaO.2SiO2.3H2O}}}), indicato nella chimica del cemento con C-S-H, che è il principale responsabile della resistenza meccanica iniziale del cemento stesso, e idrossido di calcio.
La reazione è:
{\displaystyle {\ce {2C3S + 6H2O -> CSH + 3Ca(OH)2}}}
Che può essere più semplicemente schematizzata come:
{\displaystyle {\ce {C3S + H -> CSH + CH}}}
La maggior parte dell'idratazione avviene nell'arco di 2 giorni, pertanto i cementi a rapido indurimento contengono una maggiore quantità di silicato tricalcico. Durante l'idratazione del silicato tricalcico viene prodotta una maggiore percentuale di idrossido di calcio (circa il 30-40%), rispetto a quella prodotta durante l'idratazione del silicato bicalcico (circa 10-15%), tuttavia è minore la produzione di C-S-H.
Presenta uno scarso ritiro ed un elevato calore di idratazione, secondo solo a quello dell'alluminato tricalcico.